# Turnpike Lane (metrostation)
Turnpike Lane is een station van de metro van Londen aan de Piccadilly Line. Het station ligt aan het oostelijke einde van de gelijknamige straat en bediend de gelijknamige wijk, onderdeel van het district Haringey. Het station is geopend in 1932.

## Geschiedenis
Het station is gebouwd als onderdeel van de verlenging van de Great Northern, Piccadilly and Brompton Railway (GNP&BR) ten noorden van Finsbury Park die begin jaren dertig van de twintigste eeuw werd aangelegd. Deze verlenging werd gebouwd om de noordelijke wijken een rechtstreekse verbinding met de binnenstad te bieden. Tijdens de planningsperiode (1925-1929) van het traject werden de namen North Harringay en Ducketts Green, als verwijzing naar Ducketts Common aan de westkant van het station, voorgesteld, maar het werd Turnpike Lane. Architect Charles Holden ontwierp een station in de modernistische stijl die ook werd toegepast bij andere stations uit die tijd. Omdat het een goed bewaard voorbeeld is van het werk van Holden werd het station in 1994 op de monumentenlijst geplaatst.
In de jaren 20 van de twintigste eeuw werden diverse busdiensten onderhouden vanuit een garage aan de Whymark Avenue iets ten noorden van het station. Het station Turnpike Lane werd gebouwd als een geïntegreerd bus-, metro- en tramstation, met de bushaltes achter het hoofdgebouw. In de jaren zestig werden de bushaltes overdekt. 
In de jaren negentig was het busstation te klein geworden door zowel het aantal bussen dat er gebruik van maakte als door de inzet van langere bussen. Hierom werd een nieuw groter busstation gebouwd waarvoor een aangrenzende bioscoop werd gesloopt om het terrein te vergroten.

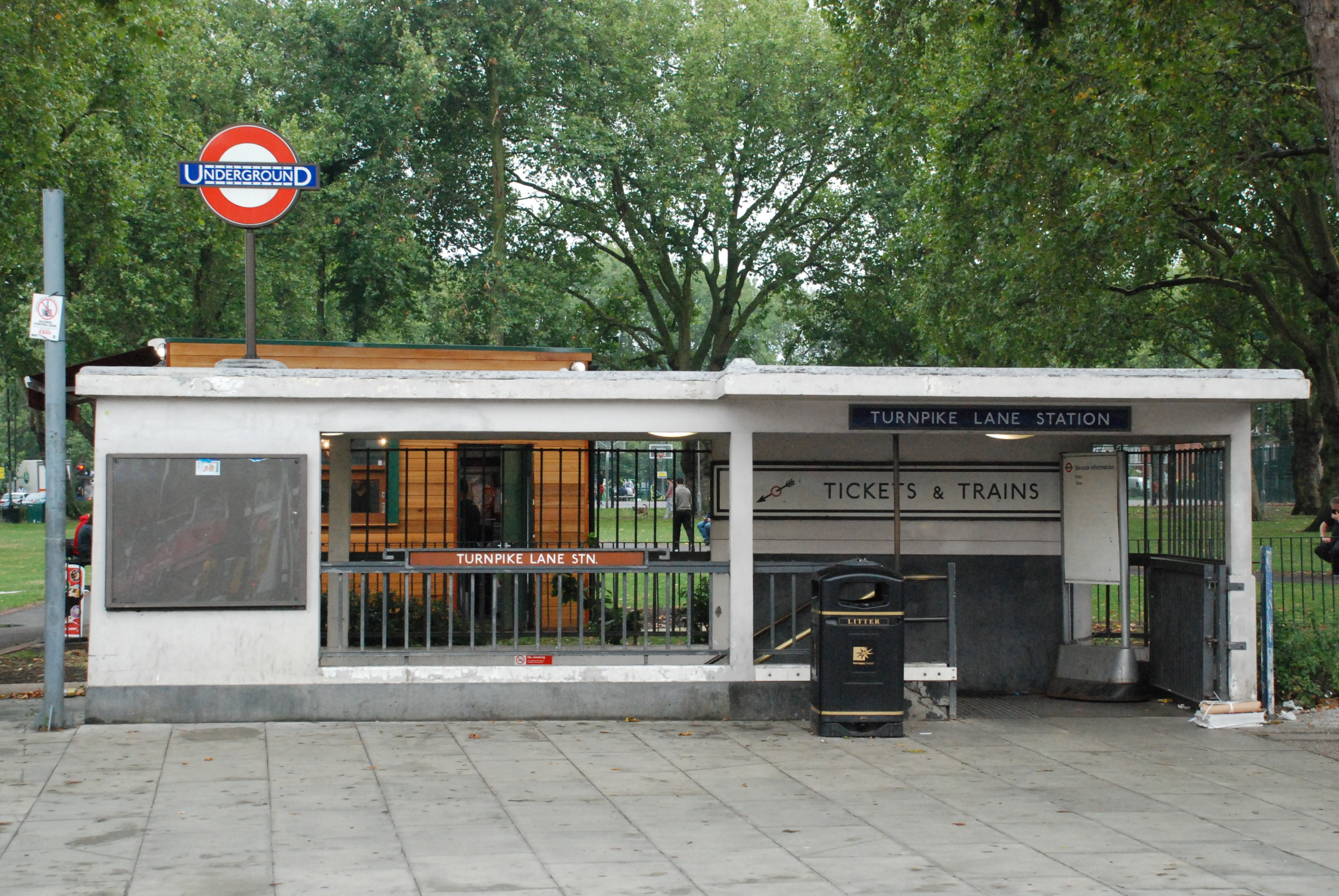
De opgang bij Ducketts Common.
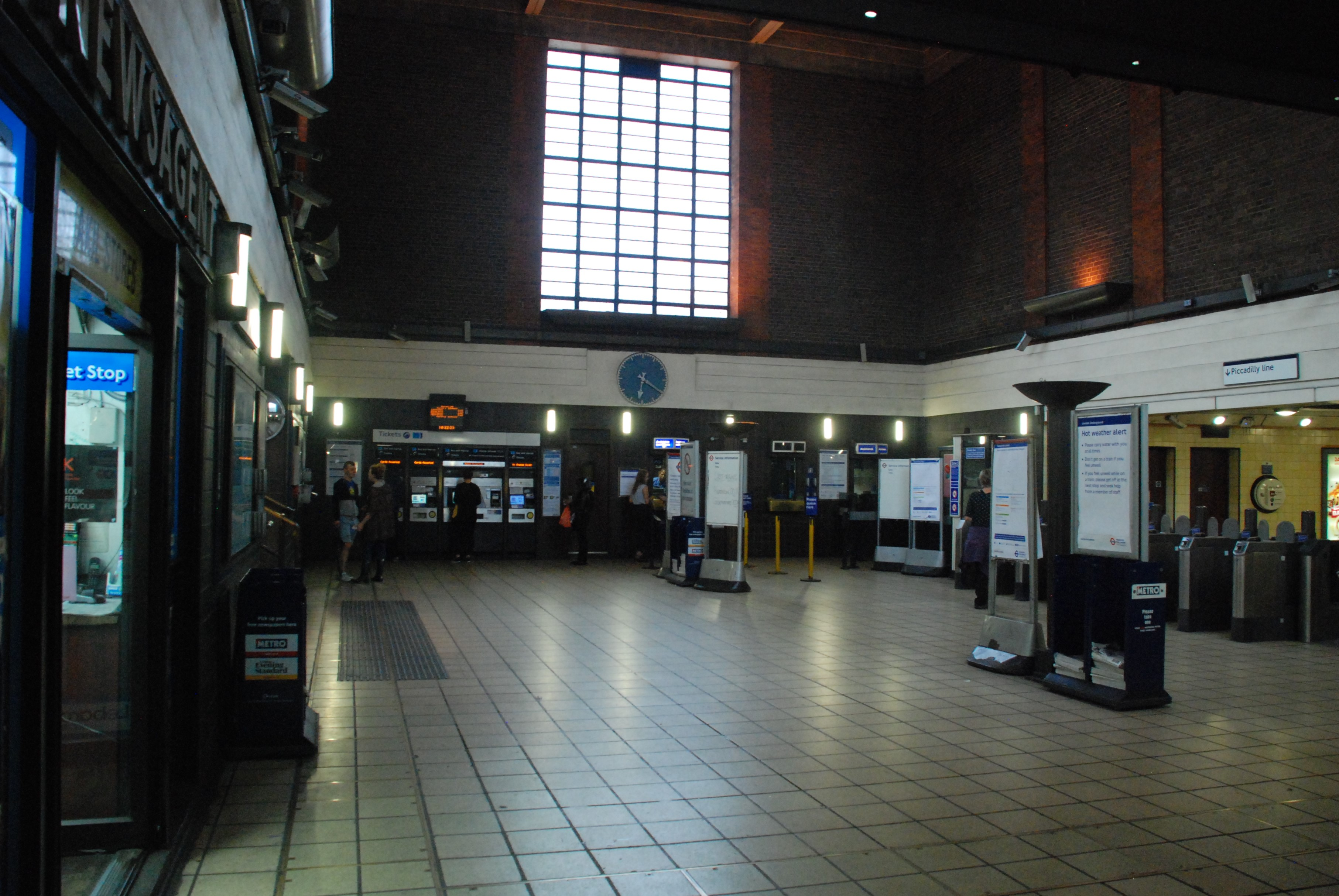
De stationshal.
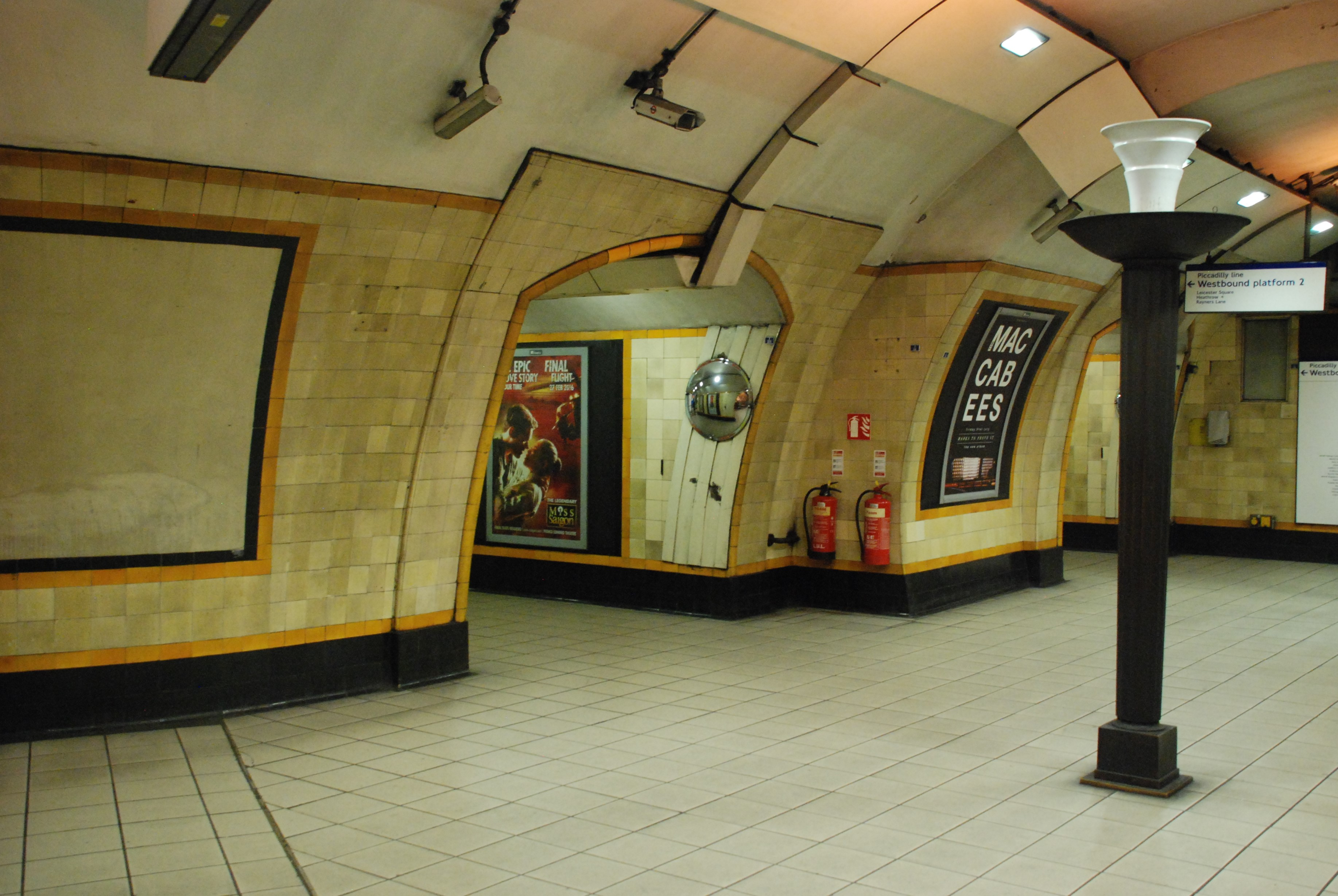
De verdeelhal tussen de sporen onderaan de roltrappen.

## Ligging en inrichting
De stationshal is een enorme bakstenen doos, met twee grote ventilatietorens, half verzonken in de omringende grond. De vloer ligt 3,7 meter onder het maaiveld maar door de ramen in de hoge muren rondom kan het daglicht tot ver in het station binnenvallen. In de late middag is het effect vergelijkbaar met dat in het middenschip van een kathedraal. De tramperrons op de kop van Turnpike Lane waren elk verbonden met de voetgangerstunnel die onder de Green Lanes loopt. De trams van en naar Alexandra Palace werden in 1938 vervangen door busdiensten die tot 1968 de tramperrons als haltes bleven gebruiken. Deze haltes zijn toen verwijderd ten gunste van het wegverkeer en de tunnel eindigt sindsdien bij een opgang aan de noordkant van Ducketts Common aan Turnpike Lane. 
Aanvankelijk stond op de hoek van Green Lanes en Westbury Avenue een lichtmast met Undergroundlogo naast het station. Ondergronds werden ook vernieuwingen doorgevoerd zoals een nieuw tegelpatroon, in dit geval biscuitkleurig met gele friezen, en zogeheten zelfmoordkuilen tussen de sporen. Verder werden, net als bij Manor House en Wood Green, de perrontunnels gebouwd met een diameter van 7 meter in verband met de verwachtte reizigersstroom. De noordelijker gelegen stations Bounds Green en Southgate hebben perrontunnel met een diameter van slechts 6,4 meter. De perrons op 15 meter diepte liggen aan weerszijden van een verdeelhal die met een roltrapgroep verbonden is met de stationshal. 

## Reizigersdienst
De Piccadilly Line rijdt tussen 5:00 uur en 1:10 uur afhankelijk van de drukte om de 3 tot 9 minuten. De busdiensten worden onderhouden door vier vervoerders, London General, Arriva London, Metroline en Sullivan Buses, vanaf het busstation achter het station. Het busstation zelf is eigendom van Transport for Londen die het ook onderhoudt. In 2013 bevestigde de regering dat het station op het voorkeurstraject van de New Southgatetak ligt van Crossrail 2.

## Cultuur
Het station wordt genoemd in de nummers:
- "Junkie Doll" van Mark Knopfler op zijn album Sailing to Philadelphia.
- "Los Angeles Waltz" van Razorlight op hun titelloze album Razorlight.